# 3224 Irkutszk
A 3224 Irkutsk (ideiglenes jelöléssel 1977 RL6) a Naprendszer kisbolygóövében található aszteroida. Nyikolaj Sztyepanovics Csernih fedezte fel 1977. szeptember 11-én.